# Абросимов Євген Сергійович
Євге́н Сергі́йович Абро́симов — український військовик, старший лейтенант Збройних сил України.

## Життєпис
Закінчив у 1998 році Кам'янську школу. Працював старшим плавильником цеху виробництва феросплавів на Нікопольському заводі феросплавів. У 2014 — учасник антитерористичної операції на сході України, захищав Донецький аеропорт. З 2015 року служить у Нікопольському міськвійськкоматі.
Організував і очолив у червні 2015 року Громадську організацію «Спілка учасників бойових дій АТО м. Нікополя та Нікопольського району».

## Нагороди
6 жовтня 2014 року — за особисту мужність і героїзм, виявлені у захисті державного суверенітету та територіальної цілісності України, вірність військовій присязі під час російсько-української війни, відзначений — нагороджений орденом Богдана Хмельницького III ступеня.